# Olivier Cousin (basket-ball)
Pour les articles homonymes, voir Olivier Cousin et Cousin.
Olivier Cousin, né le 15 mai 1971 à Cholet, est un entraîneur français de basket-ball.
Il entraîne l'UJAP Quimper de 1999 à 2007, avec laquelle il atteint la finale du championnat de France de Pro B, en 2007, ce qui lui vaut d'être élu meilleur entraîneur de Pro B. Il devient l'entraîneur de l'Élan Béarnais Pau-Orthez pour la saison 2007-2008, mais est rapidement licencié à cause d'un nombre important de défaites (7 en 8 matchs).
Il est par la suite contacté par Frédéric Forte, en difficulté avec le Limoges CSP Élite et le remplace après la « trêve de Noël » toujours pour la saison 2007-2008.
Olivier Cousin est limogé le 16 avril 2009.
Le journal Ouest France (édition de Quimper) du 20 avril 2009 annonce que l'UJAP Quimper 29 a pris contact avec Olivier Cousin pour la saison 2009/2010 en Championnat de N1, information démentie par le président Michel Quémard, le 21 avril, avant u'un contrat de trois ans soit offocialisé quelques jours plus tard. Cela est confirmé dans les faits quelques semaines plus tard. En mai 2012, il annonce son départ du club.

## Club en tant que joueur
- École de basket, benjamin, minime à la Jeune-France de Cholet
- centre de formation du Cholet Basket

## Clubs en tant qu'entraîneur adjoint
- Tours
- Aix Maurienne

## Clubs successifs en tant qu'entraîneur
- Tours
- Hagetmau (NM2) (1997-1999)
- UJAP Quimper (1999-2007)
- Élan Béarnais Pau-Orthez (2007)
- Limoges CSP Élite (2007-16/04/09)
- UJAP Quimper (2009-)

## Sources et références
1. ↑   sport.fr
2. ↑  Jacques Le Ster, « Basket-ball : L'Ujap officialise le retour d'Olivier Cousin », sur ouest-france.fr, 2 mai 2009.
3. ↑  Jacques Le Ster, « Ujap Quimper - Olivier Cousin : « La fin d'une histoire » », sur maville.com, Ouest France, 3 mai 2012.